# 캐나다 동부

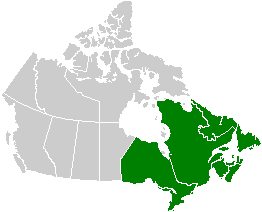
캐나다 동부

캐나다 동부(Eastern Canada)는 캐나다 동쪽에 있는 여러 주를 가리키는 말로, 캐나다 내에서는 더 이스트(the East)라고 부르기도 한다. 뉴브런즈윅주, 뉴펀들랜드 래브라도주, 노바스코샤주, 온타리오주, 프린스에드워드아일랜드주, 퀘벡주를 포함한다.

## 같이 보기
- 미국 동부